# Kadyny (przystanek kolejowy)
Kadyny – zamknięty przystanek kolejowy w Kadynach, w województwie warmińsko-mazurskim, w Polsce.
Przystanek stanowi część Kolei Nadzalewowej. W 2013 roku Polskie Koleje Państwowe zawiesiły istniejący ruch pasażerski.